# Ernst Stadler

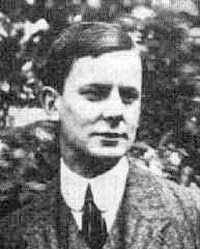
Ernst Stadler

Ernst Richard Maria Stadler (Colmar, Alsacia, 11 de agosto de 1883 - frente de Flandes, cerca de Ypres, 30 de octubre de 1914) fue un poeta expresionista alemán.

## Biografía
Creció en Estrasburgo. Antes de comenzar la enseñanza secundaria en un instituto protestante se adhirió al grupo "Das Jüngste Elsass" ("La Alsacia más Joven"), formado por jóvenes con inquietudes literarias y donde desarrollará una relación especial con René Schickele y Otto Flake. Sus primeros ensayos, artículos y poemas aparecieron en la revista del círculo, "Der Stürmer" ("El Asaltante"). En 1906 obtiene el doctorado en románicas, germánicas y literatura comparada. Una beca le permite realizar en Oxford la habilitación sobre la traducción de Wieland de la obra de Shakespeare -Christoph Martin Wieland fue el primer alemán que se atrevió a traducir la obra de Shakespeare a su lengua materna-. En 1908-1909 se inicia en la docencia en la Universidad de Estrasburgo para, posteriormente, obtener un puesto en la Universidad Libre de Bruselas y de allí trasladarse a Toronto. La Gran Guerra acabó con su vida en el frente de Flandes tres meses después de haber sido movilizado.
Der Aufbruch (La Partida) está considerada su obra más importante como poeta.

## Claves de su obra
La obra de Ernst Stadler es encuadrada por la crítica dentro del movimiento literario que surgió hacia 1910 en torno a diversos círculos europeos para extinguirse tras la Gran Guerra denominado "expresionista", cuyo origen hay que buscarlo en las artes plásticas, principalmente en la pintura, aunque cuenta con obras maestras en el cine, la música y la arquitectura. Algunos seguidores de esta corriente murieron de forma prematura, como Georg Trakl, quien se suicidó, Heym o el propio Stadler; otros escritores de mayor fama como Kafka, Bertolt Brecht, Gottfried Benn o Franz Werfel superaron sus postulados, de tal manera que el movimiento gozó de una breve existencia.
El expresionismo surge como una reacción de afirmación del individuo ante el mundo moderno, cuya complejidad y evolución considera una amenaza para el hombre. El yo, sus necesidades expresivas, su irracionalidad, su locura no pocas veces, en suma, el interior del artista o del poeta con toda su fuerza reclaman un lenguaje sin limitaciones ni ataduras, rompen con toda convención estética anterior y buscan "la fealdad", lo morboso o lo impúdico, desbordando energía y pasión como "prueba" de ese yo liberado de toda atadura. Lo breve, la captación del impulso, la fantasía efímera o el pensamiento fugaz dominarán este estilo. El artista o el poeta no son una tensa cuerda que vibra hipersensible ante el menor roce del entorno, como en el arte impresionista, sino que, invirtiendo el sentido de las fuerzas que animan la creación, será el entorno lo que ha de sufrir, según sus principios, una sacudida tras la acción del escritor expresionista, quien usará de la palabra para dar rienda suelta a su interior y transformar el mundo en que vive. Evidentemente, la poesía se adaptó mejor a estos objetivos que la narrativa.
El expresionismo literario se fue gestando a partir de diferentes núcleos: en 1910 en Berlín tenemos las revistas Der Sturm ("La Tormenta") y Die Aktion, en Múnich Das Neue Pathos y Die Revolution, Weisse Blätter, publicada por Renè Schickele, el amigo de Stadler, en Zürich, era portavoz del sentimiento pacifista, Die Fackel ("La Antorcha"), donde escribió el crítico vienés Karl Krauss y en Praga el movimiento se agrupó en torno a Max Brod -el crítico literario a quien tenemos que agradecer la publicación póstuma de la obra de Franz Kafka- y el novelista Franz Werfel.
Si el empleo del término "expresionismo literario" y su delimitación desatan no pocas veces la controversia y el desacuerdo, la decadencia de este estilo suscita no menores interrogantes, tales como la pregunta sobre sus posibles herederos. Nos conformaremos con señalar la idea de que el expresionismo ha sido relacionado con movimientos posteriores como la "Neue Sachlichkeit" ("Nueva Objetividad"), Dadá y el Surrealismo, al que le une ese esfuerzo por expresar toda la intensidad del mundo interior, incluyendo su componente onírico o patológico.
En Stadler influyeron autores como Hugo von Hofmannstahl, Francis Jammes, a quien tradujo, Charles Péguy, el neorromanticismo, el poeta norteamericano Walt Whitman o Stefan George. Este poeta y ensayista forma junto con Georg Trakl y Georg Heym el terceto de escritores alemanes exclusivamente expresionistas que desarrollaron toda su obra dentro de este estilo y murieron en 1914 antes de que terminara. Sus poemas adoptan la estructura de verso libre, poco frecuente entonces.

## Der Aufbruch(La Partida). Selección de Poemas.
Poema traducido por colaboradores de Wikipedia para este artículo a partir del texto de dominio público ofrecido por el Proyecto Gutenberg .
En la madrugada
La silueta de tu cuerpo en pie en la madrugada, oscura ante la luz turbia
de las persianas cubiertas. Siento, en el lecho, tu rostro, como una hostia, vuelto hacia mí.
Cuando te desprendiste de mis brazos, tu susurro "He de irme" sólo alcanzó a las más lejanas puertas de mi sueño -
Ahora veo, como a través de velos, tu mano, cómo con tacto leve la camisa blanca cubre tus senos..
Las medias .. ahora la falda .. el cabello recogido .. ya eres extraña, engalanada para el día y el mundo ..
Abro la puerta en silencio .. te beso ..me saludas con la cabeza, ya lejos, un adiós ..y te apartaste.
Oigo, en la cama de nuevo, como tu paso suave se aleja por la escalera,
Otra vez estoy atrapado en el aroma de tu cuerpo, que fluyendo cálido de la almohada
penetra en mis sentidos.
La mañana se hace más clara. Se hincha la cortina. Quieren entrar el viento joven y el sol naciente.
Brotan los sonidos .. Música de la madrugada .. dulcemente arrullado en sueños matutinos me adormezco.
En ti
Quieres huir de ti, seguir entregándote a lo extraño,
Borrar el pasado, conducir a tu interior nuevas corrientes -
Y encontrar el camino más adentro, en tu interior.
La suciedad se aparta de ti, deslizándose, y por fortuna.
Ahora sientes que el destino sirve a tu corazón
Muy cerca de ti, sufriendo eclipsado por todas las fieles estrellas.
Palabras
Nos habían recitado palabras que procedían de desnuda belleza y sospecha y tembloroso anhelo.
Las recibimos, con cuidado, como a flores de otras tierra que colgamos en nuestro escondite de muchachos
Prometen ímpetu y aventura, entusiasmo y peligros y compromiso hasta la muerte -
Día tras día esperábamos en pie que su aventura nos llevase.
Pero las semanas pasaron vacías y sin rastro, y nada aparecía que arrastrase nuestro vacío.
Y lentamente comenzaron a quedarse sin hojas las polícromas palabras. Aprendimos a decirlas sin latidos.
Y aquellas que aún tenían color, se habían apartado de los cotidiano y de toda vida terrena:
Vivían en algún lugar hechizadas, en islas paradisíacas en una paz de azul de cuento.
Lo sabíamos: eran inalcanzables como las nubes blancas que se convertían en una sola en nuestro cielo de juventud,
Pero muchas tardes sucedía que en secreto y ansiosos llorábamos el resonar de su música.

## Obra
- 1904: Preludios (poemas).
- 1906: Sobre los manuscritos D y G de Wolfram Parzival (disertación).
- 1910: El Shakespeare de Wieland (escrito de habilitación).
- 1913: El Libro de Balzac. Narraciones y novelas (traducción).
- 1913: Die Gebete der Demut (Las plegarias de la devoción, traducción).
- 1914: Der Aufbruch (La Partida).
- 1918: Charles Péguy: Ensayos (traducción, póstumo).